# Mohamed N'Doye
Mohamed Waliou N'Doye (Dakar, 15 dicembre 1991) è un calciatore senegalese, attaccante del Cesson-Sévigné.

## Carriera

### Club
Il 24 agosto 2016 viene acquistato a titolo definitivo dalla squadra tunisina dello Sfaxien.